# Splendrillia academica
Splendrillia academica é uma espécie de gastrópode do gênero Splendrillia, pertencente a família Drilliidae.